# Altier (Fluss)
Der Altier  ist ein Fluss in Frankreich, der im Département Lozère in der Region Okzitanien verläuft. Sein Quellbach Ruisseau de Banassac entspringt im Nationalpark Cevennen, im Gebiet des Mont Lozère, an der Nordost-Flanke des Sommet de Finiels (1699 m), im Gemeindegebiet von Cubières. Er entwässert generell Richtung Nordost bis Ost und mündet nach rund 39 Kilometern bei Pied-de-Borne als rechter Nebenfluss in den Chassezac. Im Mittelteil fließt der Altier durch den künstlichen Stausee Lac de Villefort.

## Orte am Fluss
- Cubières
- Altier
- Pied-de-Borne